# Winter X Games XX
Winter X Games XX (X Games Aspen 2016) blev afholdt fra d. 28. januar til d. 31. januar 2016 i Aspen, Colorado, USA.

## Medaljeoversigt

### Ski

#### Mænd
|              | Guld            | Guld     | Sølv           | Sølv     | Bronze          | Bronze   |
| ------------ | --------------- | -------- | -------------- | -------- | --------------- | -------- |
| Big Air      | Fabian Bösch    | 86       | Bobby Brown    | 85       | Elias Ambühl    | 84       |
| Slopestyle   | Jossi Wells     | 90.00    | Gus Kenworthy  | 87.33    | Øystein Bråten  | 84.33    |
| SuperPipe    | Kevin Rolland   | 93.33    | Gus Kenworthy  | 92.33    | Benoit Valentin | 90.66    |
| Mono Skier X | Jerome Elbrycht | 1:12.207 | Nikko Landeros | 1:12.545 | Kevin Bramble   | 1:12.903 |
| Skier X      | Brady Leman     | 0:48.571 | Bastien Midol  | 0:49.108 | Chris Del Bosco | 0:49.277 |

#### Kvinder
|            | Guld          | Guld     | Sølv              | Sølv     | Bronze        | Bronze   |
| ---------- | ------------- | -------- | ----------------- | -------- | ------------- | -------- |
| Slopestyle | Kelly Sildaru | 93.00    | Tiril Sjåstad     | 91.66    | Johanne Killi | 85.66    |
| SuperPipe  | Maddie Bowman | 89.00    | Ayana Onozuka     | 85.00    | Annalisa Drew | 83.00    |
| Skier X    | Kelsey Serwa  | 0:51.417 | Marielle Thompson | 0:51.812 | Alizee Baron  | 0:52.061 |

### Snowboard

#### Mænd
|                      | Guld              | Guld     | Sølv              | Sølv     | Bronze           | Bronze   |
| -------------------- | ----------------- | -------- | ----------------- | -------- | ---------------- | -------- |
| Big Air              | Max Parrot        | 93       | Mark McMorris     | 91       | Yuki Kadono      | 88       |
| Slopestyle           | Mark McMorris     | 92.66    | Sebastien Toutant | 90.00    | Mons Røisland    | 86.33    |
| SuperPipe            | Matt Ladley       | 82.33    | Ben Ferguson      | 79.00    | Scotty James     | 76.00    |
| Snowboard X Adaptive | Matti Suur-Hamari | 1:04.820 | Alex Massie       | 1:05.531 | Ben Tudhope      | 1:08.609 |
| Snowboard X          | Jarryd Hughes     | 0:59.292 | Alex Pullin       | 0.59.332 | Konstantin Schad | 0:59.522 |

#### Kvinder
|             | Guld               | Guld     | Sølv           | Sølv     | Bronze          | Bronze   |
| ----------- | ------------------ | -------- | -------------- | -------- | --------------- | -------- |
| Slopestyle  | Spencer O'Brien    | 91.00    | Jamie Anderson | 89.00    | Hailey Langland | 88.00    |
| SuperPipe   | Chloe Kim          | 95.00    | Arielle Gold   | 86.00    | Cai Xuetong     | 80.33    |
| Snowboard X | Lindsey Jacobellis | 1:00.957 | Eva Samková    | 1:00.998 | Nelly M.-Loccoz | 1:02.943 |

#### Special Olympics
| Disciplin            | Guld                   | Sølv                   | Bronze                    |
| -------------------- | ---------------------- | ---------------------- | ------------------------- |
| Unified Snowboarding | Chris Klug Henry Meece | Danny Davis Zach Elder | Hannah Teter Daina Shilts |

### Snowmobile
|                      | Guld           | Guld      | Sølv         | Sølv      | Bronze         | Bronze    |
| -------------------- | -------------- | --------- | ------------ | --------- | -------------- | --------- |
| Snowmobile Freestyle | Joe Parsons    | 90.00     | Heath Frisby | 87.66     | Brett Turcotte | 86.66     |
| SnoCross Adaptive    | Mike Schultz   | 4:32.944  | Paul Thacker | 5:26.438  | E.J. Poplawski | 5:30.674  |
| SnoCross             | Tucker Hibbert | 16:05.739 | Adam Renheim | 16:16.443 | Corin Todd     | 16:20.037 |